# Kis kúpfejűszöcske
A kis kúpfejűszöcske (Conocephalus fuscus) a fürgeszöcskék családjába tartozó, Eurázsiában honos szöcskefaj.

## Megjelenése
A kis kúpfejűszöcske testhossza a hímek esetében 12-18 mm, a nőstényeknél 13-18 mm, ehhez járul még a 10-17 mm-es tojócső. Kis, karcsú testű faj. Feje előrefelé megnyúlt, kihegyesedő. Alapszíne élénkzöld (ritkán sárgás is lehet), a fej és a torpajzs tetején barnás csík fut végig. Csápjai nagyon hosszúak, kb. négyszer akkorák mint egész teste. Világosbarna szárnyai hosszúak, túlnyúlnak a testen. A nőstény barnás tojócsöve majdnem testhossznyi, a tövénél kissé felfelé törik, onnantól pedig majdnem egyenes.
Éneke csak ultrahangdetektorral érzékelhető jól (frekvenciamaximuma 30 kHz) . Hangja magas, perceken át hallható egyenletes pirregés, ritmusa hasonlít egy autó önindítójára.

### Hasonló fajok
A sarlós kúpfejűszöcske hasonlít hozzá. 

## Elterjedése
Eurázsiában honos az Ibériai-félszigettől a Távol-Keletig (Skandináviából hiányzik). Magyarországon mindenütt megtalálható (főleg az Alföldön és a dombvidékeken) és a megfelelő élőhelyeken viszonylag gyakori. 

## Életmódja
A nedves, párás élőhelyeket kedveli, mocsárréteken, nádasokban, ártereken gyakoribb, de ősszel közepesen száraz rétekre, tisztásokra, erdőszélekre húzódhat. Zárt, magas (30-60 cm) növényzetet igényel. Mindenevő, de ha teheti inkább kisebb rovarokkal táplálkozik. 
Kifejlett egyedeivel júniustól novemberig találkozhatunk. A nőstény káka, sás, nád, bogáncs szárába rakja petéit. A lárvák a következő év májusában kelnek ki és hatszor vedlenek. 
Magyarországon nem védett.

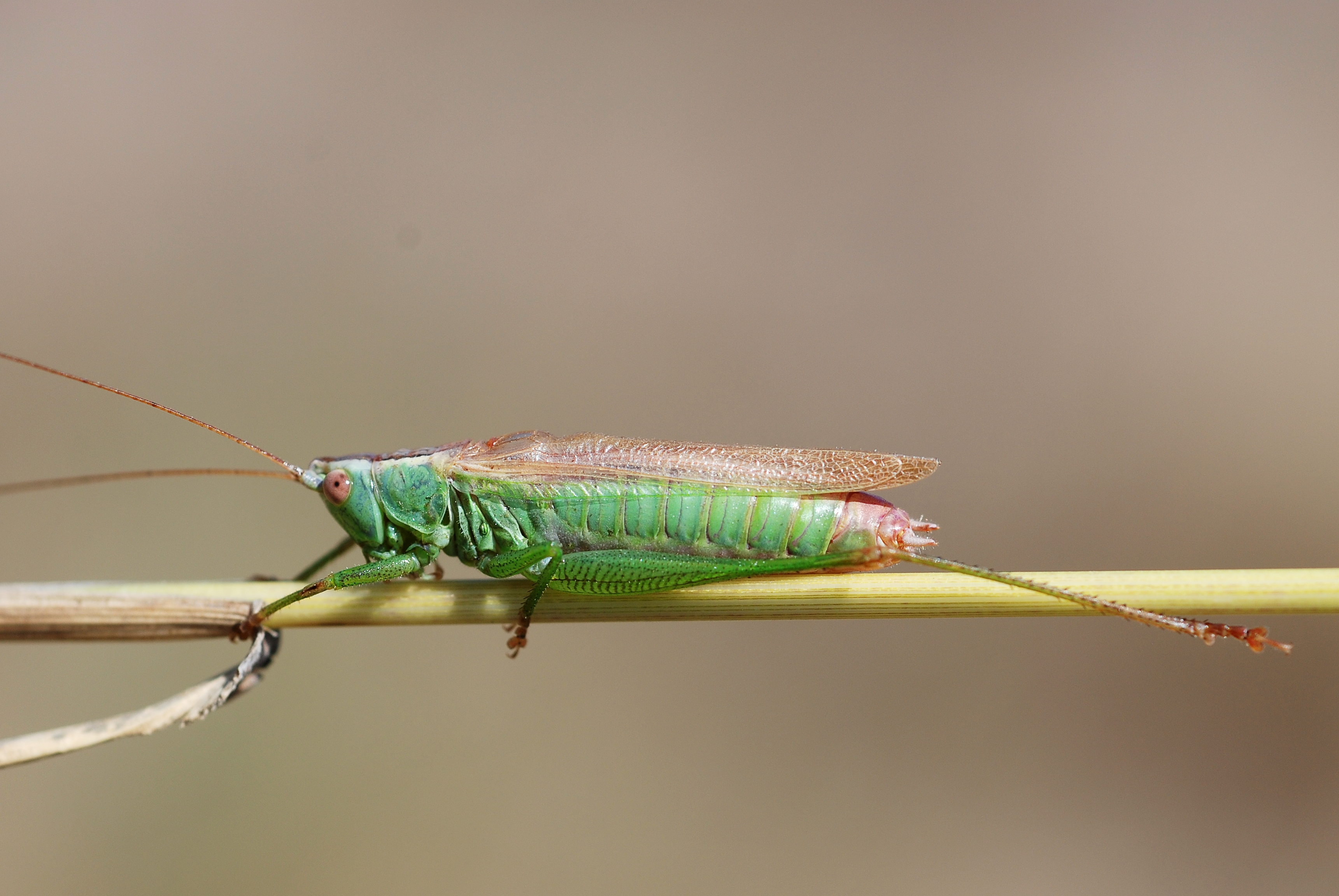
Hím
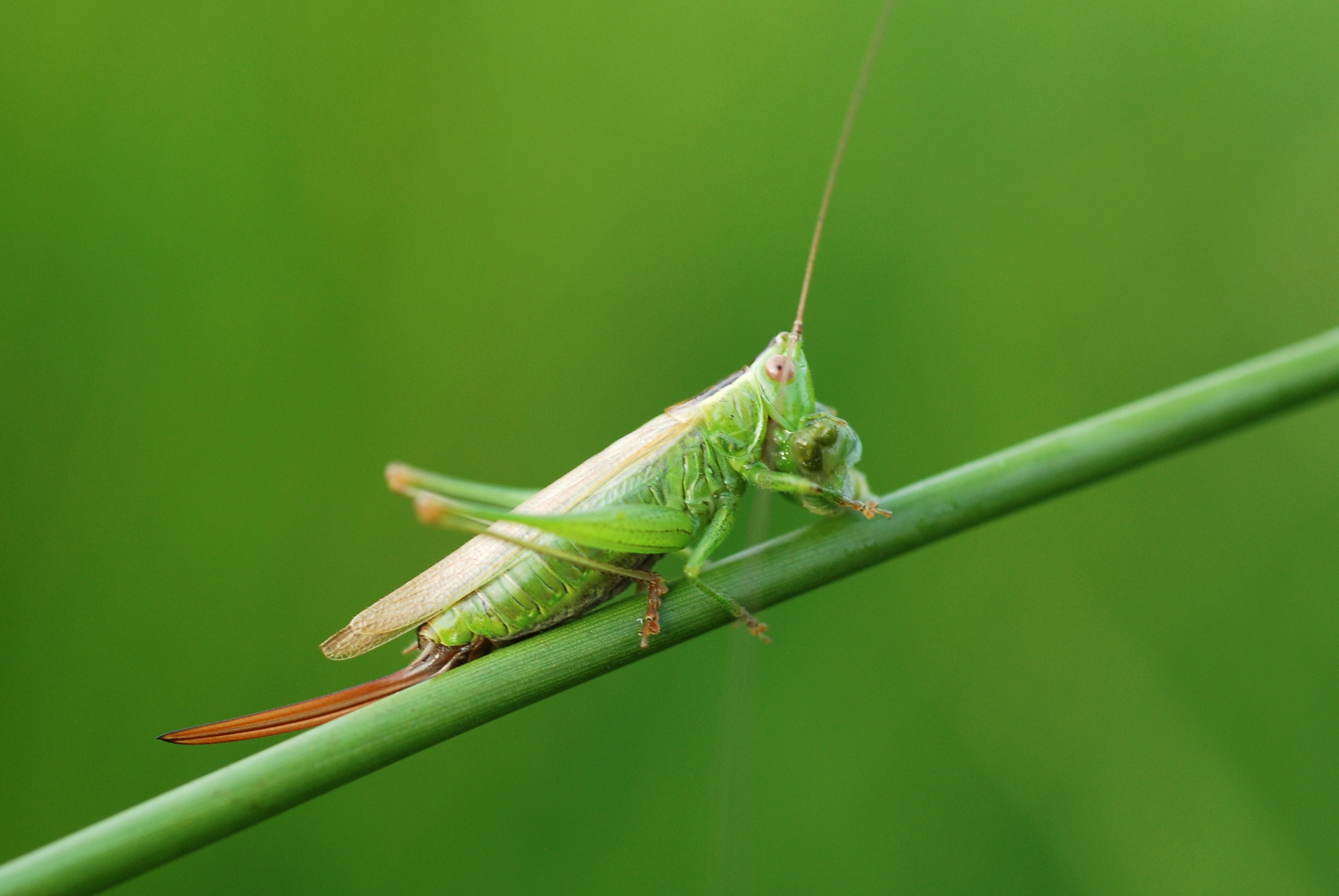
Lárvát fogyasztó nőstény
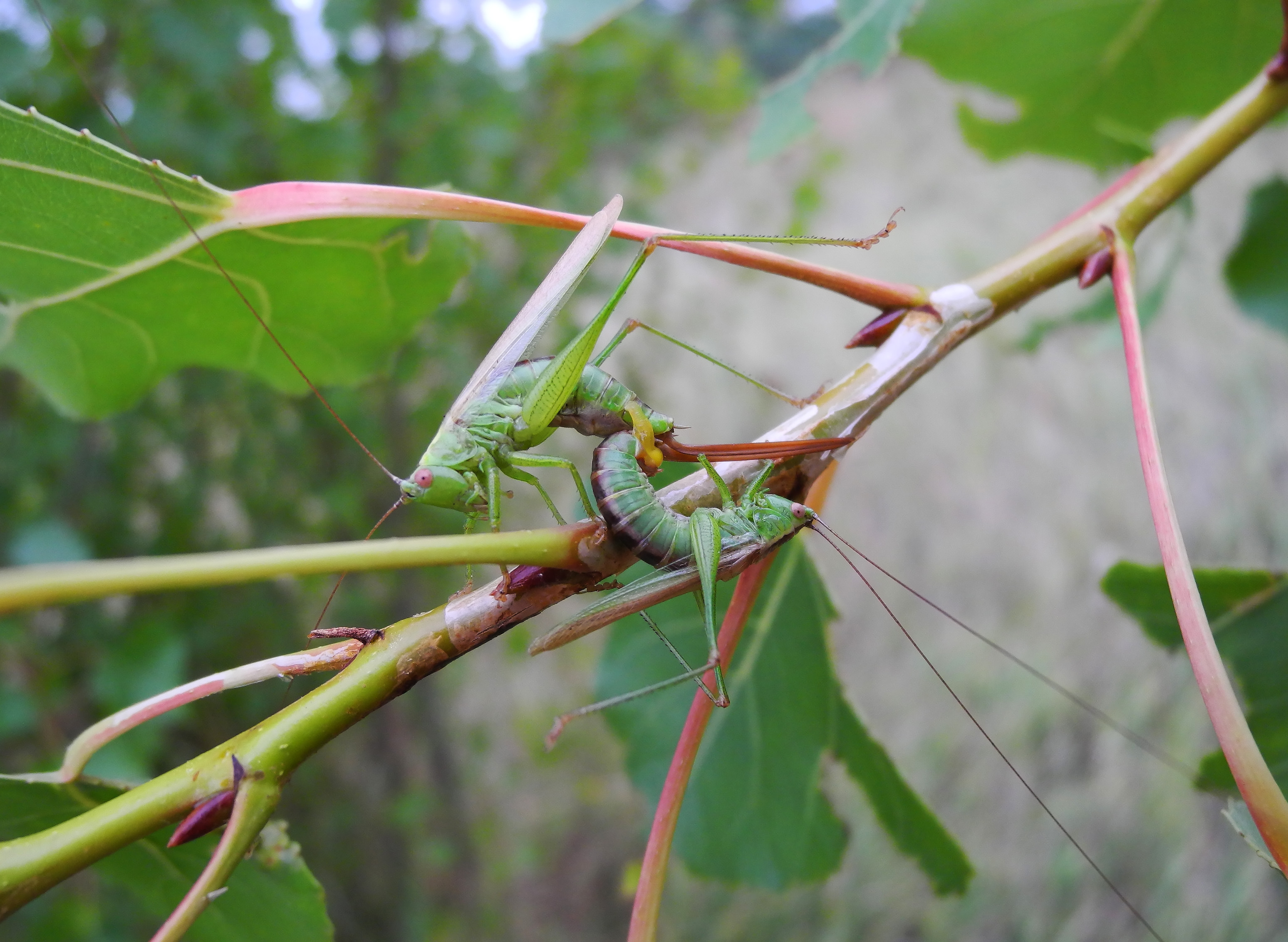
Párzó szöcskék
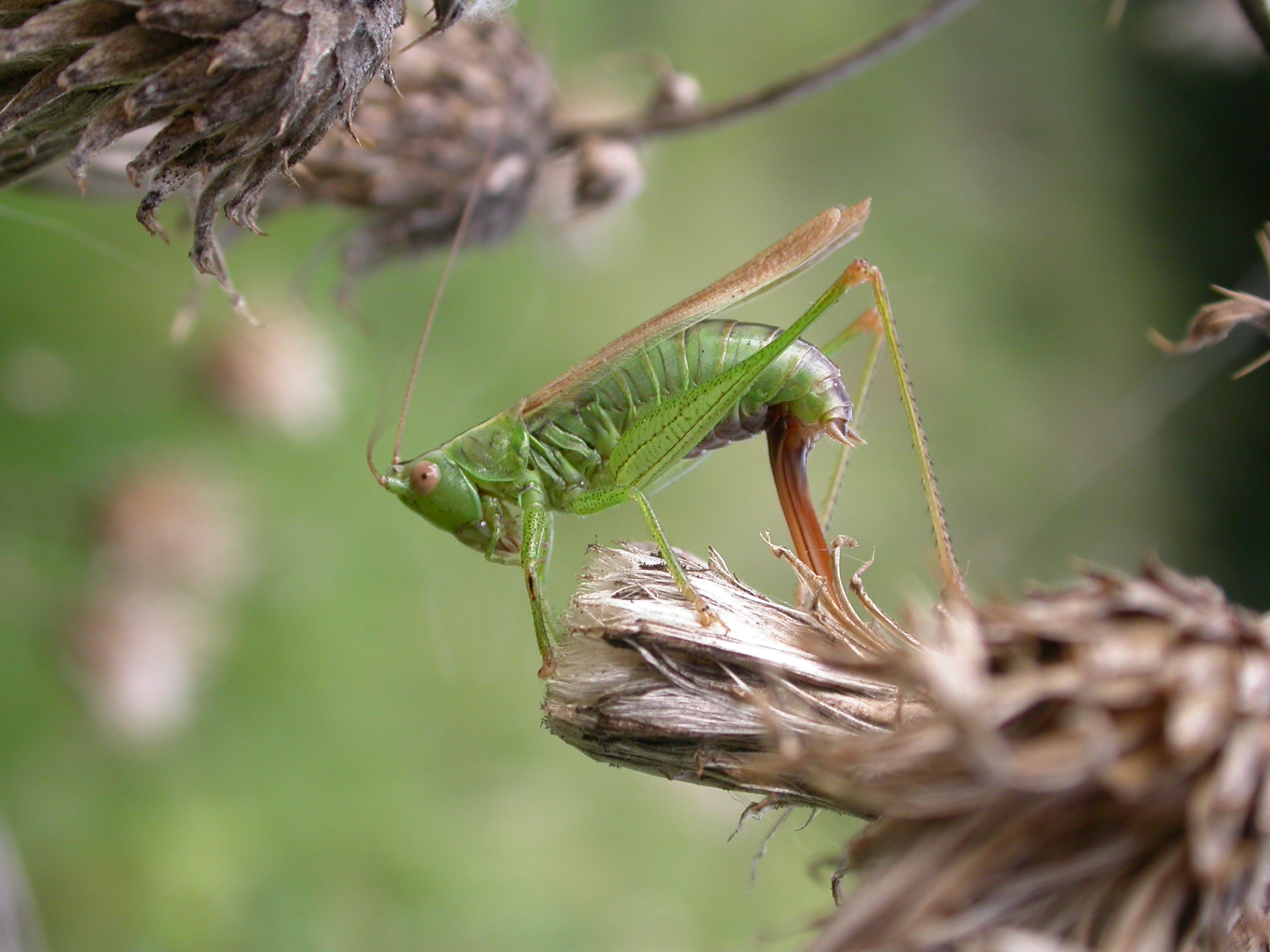
Peterakó nőstény
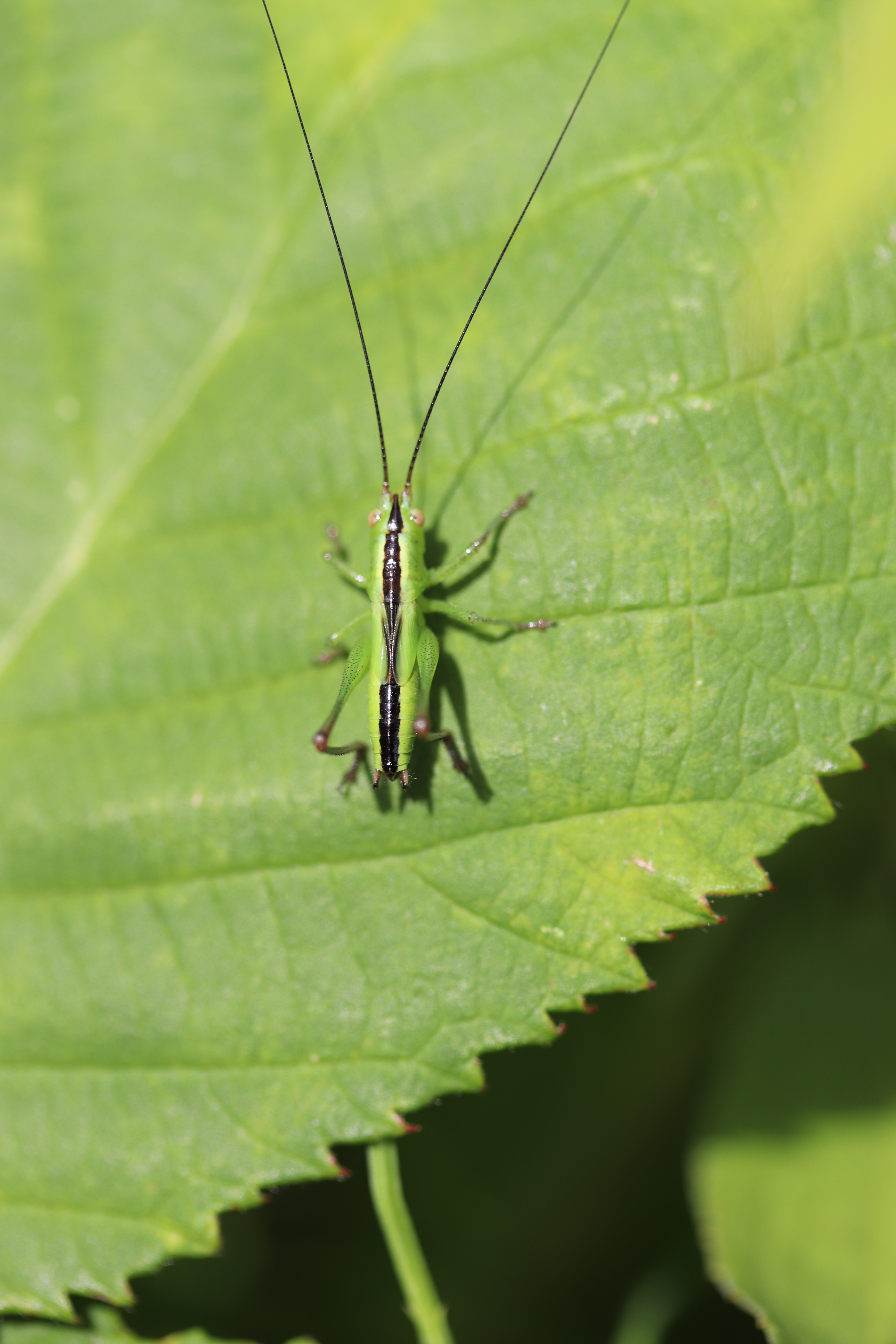
Nimfa